# Pico Lander

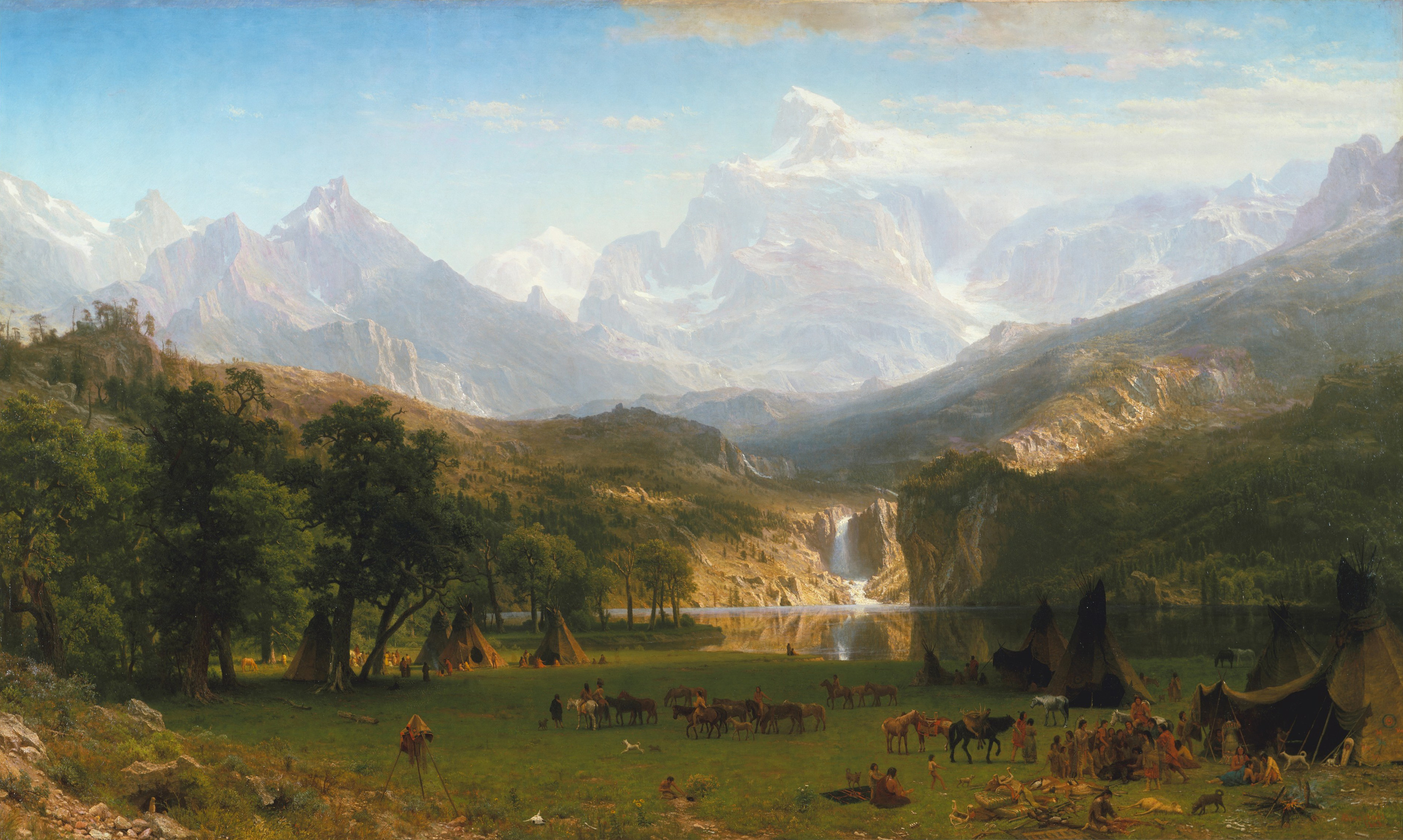
O pico, na pintura The Rocky Mountains, Lander's Peak.

O Pico Lander é uma montanha localizada na Cordilheira Wyoming, no estado estadunidense do Wyoming. Ela possui 3 187 metros de altura, e recebeu este nome em homenagem a Frederick W. Lander, um militar estadunidense.  Em 1863, foi retratado na pintura The Rocky Mountains, Lander's Peak de Albert Bierstadt, que atualmente figura no acervo do Museu Metropolitano de Arte nova-iorquino.